# Camelotettix curvinotus
Camelotettix curvinotus är en insektsart som beskrevs av Hancock, J.L. 1907. Camelotettix curvinotus ingår i släktet Camelotettix och familjen torngräshoppor. Inga underarter finns listade i Catalogue of Life.